# Zakliczyn (gmina)
Zakliczyn – gmina miejsko-wiejska w Polsce położona w województwie małopolskim, w powiecie tarnowskim. W latach 1975–1998 gmina administracyjnie należała do województwa tarnowskiego. Położona jest w strefie Pogórza Karpackiego (na pograniczu Pogórza Wiśnickiego, Rożnowskiego i Ciężkowickiego, rozdzielonych rozległą doliną środkowego biegu Dunajca).
Siedziba gminy to Zakliczyn.
Według danych z 31 grudnia 2020 gminę zamieszkiwały 12 544 osoby. Największą liczbę mieszkańców posiada miasto Zakliczyn, zaś najmniejszą wieś Jamna.

## Struktura powierzchni
Według danych z roku 2002 gmina Zakliczyn ma obszar 122,55 km², w tym:
- użytki rolne: 56%
- użytki leśne: 33%

Gmina stanowi 8,66% powierzchni powiatu.

## Wójtowie i burmistrzowie Zakliczyna po 1990 r.
- Władysław Dudek (1990–1991)
- Stanisław Chrobak (1991–1998)[4]
- Kazimierz Korman (1998–2010) (od 1 stycznia 2006 roku burmistrz)[5]
- Jerzy Soska (2010–2014)[6][7],
- Dawid Chrobak (od 2014)[8]

## Demografia

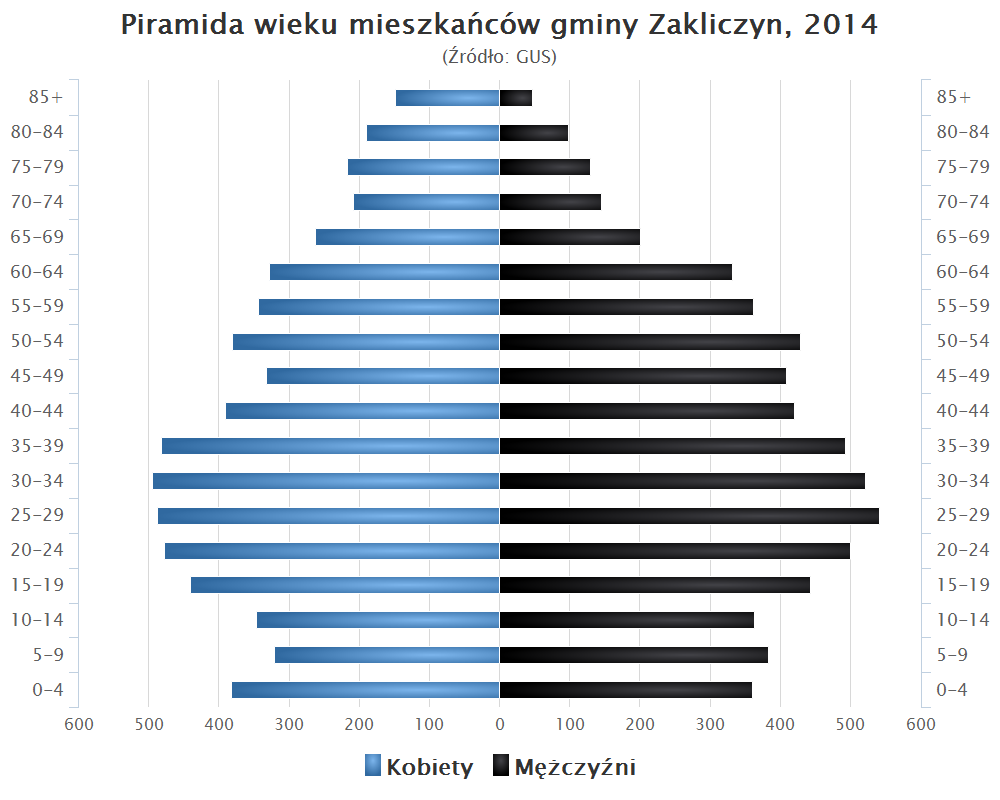
Piramida wieku mieszkańców gminy Zakliczyn w 2014 roku

Dane z 31 grudnia 2016:
| Opis                              | Ogółem | Ogółem | Mężczyźni | Mężczyźni | Kobiety | Kobiety |
| --------------------------------- | ------ | ------ | --------- | --------- | ------- | ------- |
| jednostka                         | osób   | %      | osób      | %         | osób    | %       |
| populacja                         | 12 443 | 100    | 6184      | 49,8      | 6259    | 50,2    |
| gęstość zaludnienia (mieszk./km²) | 100,1  | 100,1  | 49,9      | 49,9      | 50,1    | 50,1    |

## Sołectwa
Bieśnik, Borowa, Charzewice, Dzierżaniny, Faliszewice, Faściszowa, Filipowice, Gwoździec, Jamna, Kończyska, Lusławice, Melsztyn, Olszowa, Paleśnica, Roztoka, Ruda Kameralna, Słona, Stróże, Wesołów, Wola Stróska, Wróblowice, Zawada Lanckorońska, Zdonia

## Sąsiednie gminy
Ciężkowice, Czchów, Dębno, Gromnik, Gródek nad Dunajcem, Korzenna, Pleśna, Wojnicz